# José María Granada

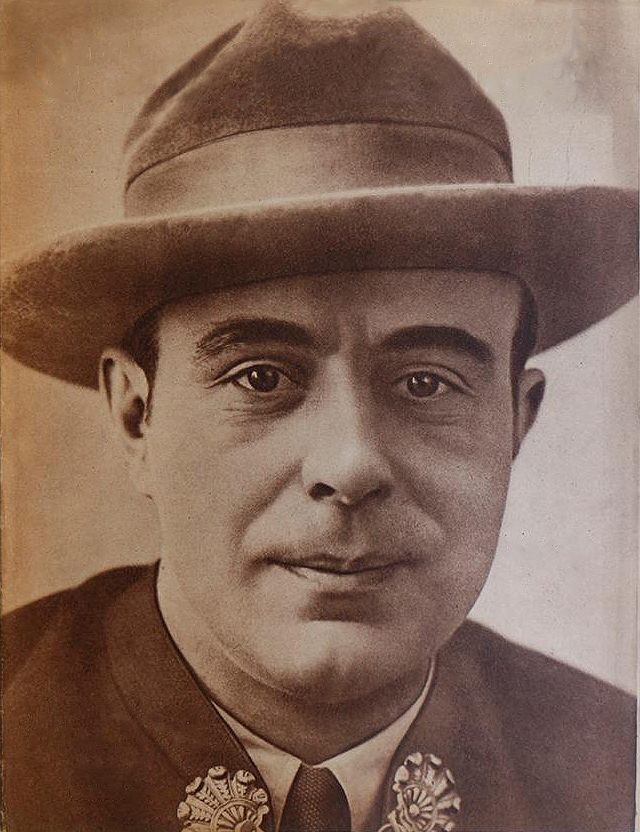
José María Granada, c. 1924

José María (de) Granada (eigentl.: José María Martin López; * 31. August 1893 in Granada; † 1. Mai 1960) war ein spanischer Dramatiker, Drehbuchautor und Regisseur. 
Granada absolvierte ein Theologiestudium und wurde 23-jährig zum Priester geweiht. In seiner Heimatstadt gründete er den Círcolo de Obreros de Nostra Senore de las Angustias. Daneben begann er jedoch, Gedichte und Erzählungen in Zeitschriften zu veröffentlichen. Auf Reisen durch Spanien verfasste er Berichte über regionale Feste, Gebräuche und Traditionen. Ab 1918 lebte er als Verfasser von Saineten, Komödien und Dramen in Madrid.
Unter anderem entstanden die Sainete Manolito Pmplinas (1922), die Komödie La niña de los sueños (1927), die Zarzuela La ventera de Alcalá (1930 komponiert von Diego San José), das Drama La hija de Juan Simón (1930), die Sainete La Guapa (1931) und die Sainete El niño de oro. Ein Gemeinschaftswerk mit Carlos Arniches, Antonio Paso und Antonio Estremera war Los celos me están matando (1926). Außerdem gründete er eine Filmproduktion. Für diese schrieb er das Drehbuch zu dem Film Flor de España (1925), bei dem er gemeinsam mit Helena Cortesina auch Regie führte.